# Comportament
Comportamentul este o activitate observabilă a unui organism, o interacțiune cu mediul său. Termenul se poate referi la activitate în general (ex: "De când îl cunosc, X se comportă foarte amabil cu oamenii") sau la o anumită activitate, deci un caz particular (ex: "Astăzi X s-a comportat neobișnuit când l-am întâlnit pe stradă"). Termenul a început să fie folosit în psihologie de J.B. Watson și H. Piéron, în paradigma psihologică numită Behaviorism (în engleză de la behaviour= comportament). O definiție mai amplă este  următoarea: „Ansamblul reacțiilor adaptative, obiectiv-observabile, pe care un organism, prevăzut cu sistem nervos, le execută ca răspuns la stimulii din ambianță, care, de asemenea, sunt obiectiv-observabili.” Profesorul de psihologie Pierre Janet a introdus termenul de conduită, căruia îi acordă o semnificație mai complexă.

## Bilbliografie
- Dicționar de psihologie, Roland Doron, București, Editura Humanitas, 2006